# Nationaal park Lagoas Cufada
Het Nationaal park Lagoas Cufada (Portugees: Parque Nacional das Lagoas de Cufada) is een nationaal park in Guinee-Bissau. Het park is 890 km² groot en werd opgericht op 1 oktober 2000.
Naar verluidt leven er chimpansees in het park, die nesten maken in oliepalmen, maar details over de dichtheid en omvang van de populatie binnen het beschermde gebied ontbreken. Andere dieren die in het gebied voorkomen zijn onder andere nijlpaard, waterbok, roanantilope, kob, zwartrugduiker, Afrikaanse buffel, West-Afrikaanse franjeaap, West-Afrikaanse rode franjeaap, Afrikaanse luipaard, hyena's, West-Afrikaanse lamantijn en breedvoorhoofdkrokodil. Het park is door BirdLife International aangewezen als Important Bird Area (IBA) vanwege het belang voor significante populaties van 55 vogelsoorten, waaronder de Afrikaanse dwergeend, blauwkeelscharrelaar, bont boertje, geelhelmneushoornvogel, groene toerako, ralreiger, schubkaplawaaimaker en West-Afrikaanse dwergsperwer.